# ジェブ・スチュアート
ジェブ・スチュアート（Jeb Stuart 1956年1月21日 - ）は、アメリカ合衆国の脚本家。アーカンソー州リトルロック出身。スタンフォード大学卒業。
『ダイ・ハード』などアクション映画の脚本で有名。

## 主な作品
- ダイ・ハード Die Hard (1988)
- リバイアサン Leviathan (1989)
- ロックアップ Lock Up (1989)
- 48時間PART2/帰って来たふたり Another 48 Hrs. (1990)
- 逃亡者 The Fugitive (1993)
- 理由 Just Cause (1995)
- 沈黙の断崖 Fire Down Below (1997) 原案、製作総指揮も
- スイッチバック 追跡者 Switchback (1997) 劇場未公開、監督も